# TAPS (tampon)
TAPS est le nom courant de l'acide [tris(hydroxyméthyl)méthylamino]propanesulfonique, un acide sulfonique couramment utilisé comme tampon. C'est un composé faisant partie des tampons de Good, décrit et nommé en 1972. 
Le TAPS se lie avec les cations divalents, notamment Co2+ et Ni2+. Il est utilisé pour réaliser des solutions tampon de pH compris entre 7,7 et 9,1, son pKa étant de 8,44 pour une solution de force ionique nulle à 25 °C. 